# Chanson d’Amour (Film)
Chanson d’Amour (Originaltitel: Quand j’étais chanteur) ist ein französischer Liebesfilm von Xavier Giannoli aus dem Jahr 2006 mit Gérard Depardieu und Cécile de France in den Hauptrollen.

## Handlung
Der alternde Schlagersänger Alain Moreau tritt seit Jahren in der französischen Provinz rund um Clermont-Ferrand in Ballsälen und Altersheimen auf. Obwohl ihm der große Durchbruch nie gelungen ist und Unterhaltungssänger wie er immer mehr aus der Mode geraten, lebt er ganz und gar für die Welt der Chansons. Bei einem seiner Auftritte im Tanzsaal des Casinos von Royat, wo sich vor allem geschiedene Frauen und Männer über 40 treffen, um einen neuen Partner zu finden, lernt er die junge Immobilienmaklerin Marion kennen, die zusammen mit Alains Freund Bruno und ein paar Kollegen zum Tanzen vorbeigekommen ist. Alain ist umgehend von Marion fasziniert und versucht, mit ihr ins Gespräch zu kommen. Doch Marion, die bei Bruno gerade ein Praktikum macht, zeigt kein Interesse an einem Flirt. Im weiteren Verlauf des Abends fühlt sie sich jedoch zunehmend von Alains Aufmerksamkeit ihr gegenüber geschmeichelt – zumal Alain von älteren Frauen durchaus begehrt wird – und lässt sich schließlich auf eine gemeinsame Nacht mit ihm ein.
Auch wenn es ihn verletzt, dass sich Marion am nächsten Morgen heimlich aus dem Hotelzimmer geschlichen hat, ist Alain entschlossen, weiter um sie zu werben. Er gibt daher vor, ein neues Haus kaufen zu wollen, und beauftragt sie mit der Suche, um sie so immer wieder sehen zu können. Während ihrer Hausbesichtigungen lässt Alain seinen Charme spielen, doch Marion, die seine Absichten durchschaut, gibt sich stets distanziert und will nicht mit ihm über ihr Privatleben sprechen. Wie sich herausstellt, hat Marion einen kleinen Sohn aus einer kürzlich gescheiterten Beziehung und lebt seit einer Weile allein in einem Hotel.
Dass Alain keinerlei Interesse an den von ihr vorgeschlagenen Häusern zu haben scheint, dafür aber umso mehr an ihr, verärgert Marion in zunehmendem Maße. Alains Ex-Frau und Managerin Michèle, die mit ihrem neuen Partner Daniel eine glückliche Beziehung führt, zeigt sich wiederum besorgt darüber, dass sich Alain in Marion verliebt hat. Sie hofft zwar, dass Alain eine neue Partnerin findet, glaubt jedoch nicht, dass Marion die Richtige ist. Diese leidet insgeheim darunter, dass ihr Sohn Martin nicht bei ihr wohnt, sodass er inzwischen mehr an seinem Kindermädchen Laurence als an ihr hängt und sie beim gemeinsamen Besuch eines Vulkanparks als Bezugsperson ablehnt. Als sie während eines Telefonats bei einer Hausbesichtigung mit Alain in Tränen ausbricht, versucht Alain, sie zu trösten. Bei einer kleinen Wanderung durch die Vulkanlandschaft des Zentralmassivs gelingt es ihm sogar, sie mit einer Anekdote über den hier angeblich mit Außerirdischen in Kontakt getretenen Sekten-Guru Raël zum Lachen zu bringen. Bei einer anschließenden Tanzveranstaltung flirtet Marion offen mit ihm und gesteht, noch nie jemanden wie ihn getroffen zu haben. Es folgt ein gemeinsamer Tanz, bei dem die Funken sprühen, doch unterbricht Alain den Zauber des Augenblicks mit dem Vorschlag, ihr etwas zu trinken von der Bar zu holen, worauf Marion den Ballsaal ohne Abschied verlässt.
Am Abend trifft Marion mit Bruno und gemeinsamen Kollegen in der Diskothek L’Aquarius erneut auf Alain. Während Alain auf der Bühne eine französische Version von Save the Last Dance for Me singt, tanzt Marion mit Bruno, schaut aber immer wieder zu Alain, der sie gleichfalls nicht aus den Augen lässt und die Liedzeilen gezielt an sie zu richten scheint. Es ist jedoch Bruno, der am nächsten Morgen ihr Hotelzimmer verlässt. Alain findet derweil Trost in den Armen von Michèle. Als Marion verreist ist, erfährt Alain von Bruno, dass sich dieser und Marion bereits seit dem Studium kennen. Marion, die seinerzeit in einen Mann verliebt war, der ums Leben kam, habe Bruno nach der Trennung von Martins Vater um einen Job gebeten und sei so nach Clermont-Ferrand gekommen.
Bei einem Auftritt in einem Hotel sieht Alain Marion schließlich wieder. Sie sei wieder zurück und habe erfolgreich ein paar persönliche Dinge geregelt. Als ihr Alain vorwirft, mit seinen Gefühlen zu spielen und ihn zu demütigen, weil es ihr offenbar peinlich sei, mit ihm zusammen zu sein, fühlt sich Marion ungerecht behandelt und geht wütend davon. Zwecks weiterer Hausbesichtigungen trifft sich Marion auch weiterhin mit ihm, doch als Alain seine Stimme verliert und drei Wochen lang seine Stimmbänder schonen muss – er wird im L’Aquarius durch einen anderen Sänger ersetzt –, zieht er sich einsam und deprimiert auf seinen abgelegenen Bauernhof zurück, wo ihm nur seine Ziege Suzette Gesellschaft leistet. Marion, die bei einem vereinbarten Termin vergeblich auf ihn wartet und ihn nicht erreichen kann, fährt zu ihm und findet ihn schlafend auf seinem Bett. Sie räumt in seinem Haus auf und färbt ihm, wie sonst Michèle, blonde Strähnchen ins Haar.
Alain soll schließlich als Vorprogramm des Sängers Christophe in einer großen Halle auftreten, was ihm weitere Auftritte in großen Arenen in Aussicht stellt und ihm doch noch zum großen Durchbruch als Sänger verhelfen könnte. Kurz vor seinem Auftritt bekommt er jedoch kalte Füße und lässt sein Konzert platzen. Marion findet ihn allein in einem Café und setzt sich zu ihm. Alain will lieber weiter als Schlagersänger in kleinen Ballsälen auftreten. Marion möchte wiederum bei ihrem Sohn sein, was einer Beziehung mit Alain im Weg steht. Traurig sitzen sie sich gegenüber und verlassen schließlich das Café. Nachdem sie sich verabschiedet haben, kommt Marion noch einmal zu ihm zurück, und sie küssen und umarmen sich innig.

## Hintergrund

### Vorbild und Inspiration
Nach Es brennt in mir (2003) und Ich darf nicht schlafen (2005) war Chanson d’Amour der dritte Langfilm von Regisseur Xavier Giannoli, der auch das Drehbuch schrieb. Die Hauptfigur des Films, Alain Moreau, basiert dabei auf dem echten Sänger Alain Chanone, dessen Band Moreau im Film begleitet. Chanone selbst hat einen Gastauftritt in der Rolle des Sängers Philippe Mariani, der in einer Szene als Moreaus Ersatz auf der Bühne steht. Seine Frau Danielle Chanone hat ebenfalls einen kurzen Auftritt als Fan von Moreau.
Giannoli habe seinerzeit den echten Alain als Lokalgröße von Clermont-Ferrand für sich entdeckt und sich von dessen Auftritten in Ballsälen und bei Firmenfeiern für den Film inspirieren lassen. Bei seiner Arbeit am Film sei es Giannoli vor allem darum gegangen, einen herablassenden Blick auf den „zweitklassigen Sänger“, wie eine Tageszeitung Chanone bezeichnet hatte, zu vermeiden.

### Dreharbeiten

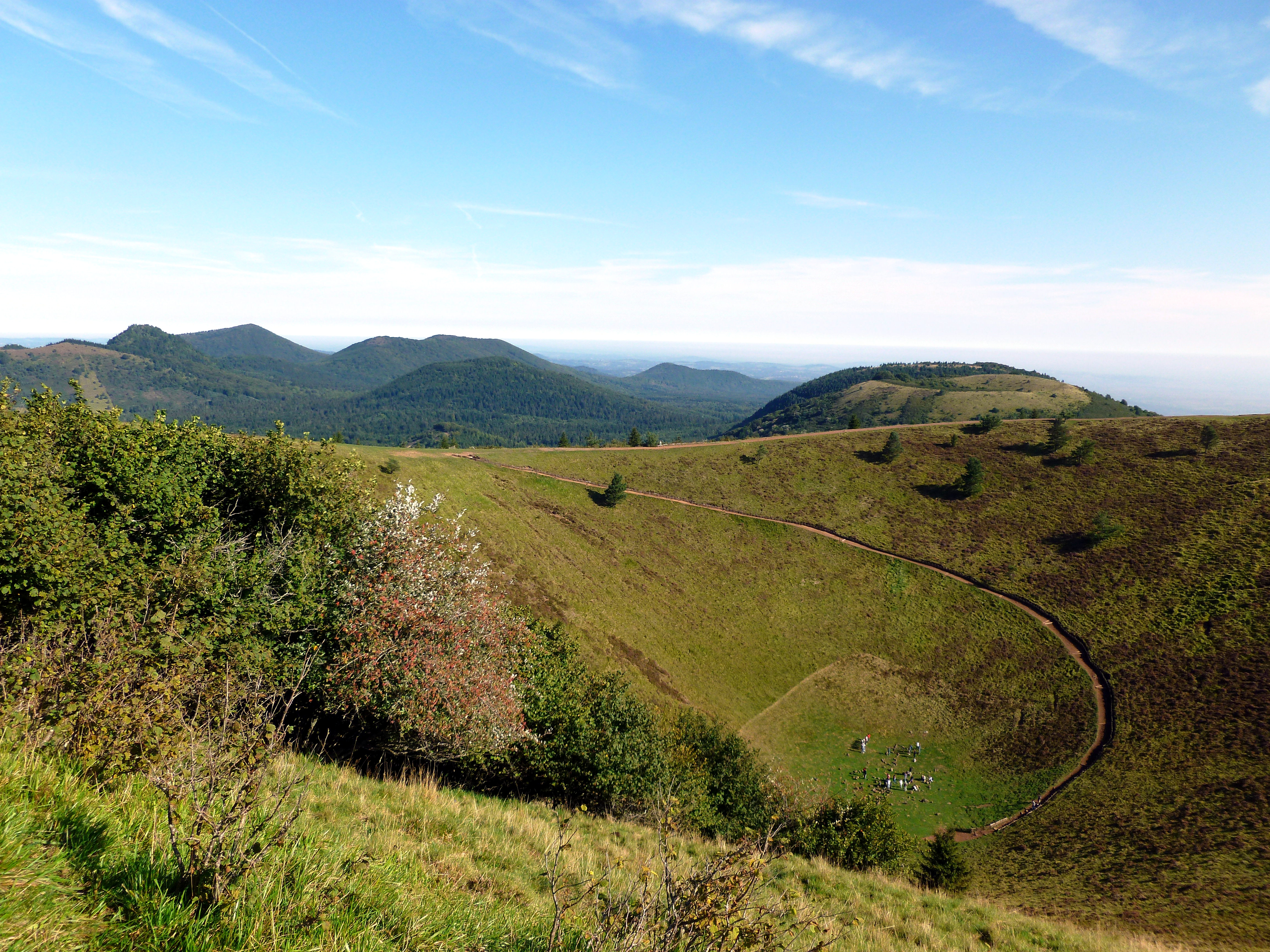
Der Krater des Vulkans Puy Pariou, ein Schauplatz des Films

Die Dreharbeiten fanden im Département Puy-de-Dôme in der Auvergne statt. Drehorte waren Clermont-Ferrand, wo unter anderem an der Place de la Victoire und im Restaurant Le Sisisi gedreht wurde, Pont-du-Château, wo der Tanzclub L’Aquarius als Ballsaal diente, die Konzerthalle Zénith d’Auvergne in Cournon-d’Auvergne, der Vulkan Puy Pariou in Orcines, die Gemeinde Royat, wo die Casino-Aufnahmen entstanden, sowie der Themenpark Vulcania in Saint-Ours.
Die beiden Hauptdarsteller Gérard Depardieu und Cécile de France lernten sich erst beim Dreh ihrer ersten gemeinsamen Szene kennen. Das Szenenbild gestaltete François-Renaud Labarthe, für die Kostüme war Nathalie Benros zuständig. Das Budget betrug 7,3 Millionen Euro.

## Soundtrack
Zu den im Film von Gérard Depardieu selbst gesungenen Chansons zählen:
- Pour un flirt von Michel Delpech
- Comme un garçon von Sylvie Vartan
- Aimer la vie von Julio Iglesias
- L’Anamour von Serge Gainsbourg
- Faut pas pleurer comme ça von Daniel Guichard
- Salma ya salama in der Version von Alabina
- Je n’aurai pas le temps von Michel Fugain
- Señorita von Christophe
- Save the Last Dance for Me in der französischen Version Garde-moi la dernière danse von Mort Shuman
- Pauvres diables von Julio Iglesias
- Quand j’étais chanteur von Michel Delpech

Auf Michel Delpechs Chanson Quand j’étais chanteur, das Depardieu in einer zusätzlichen Sequenz innerhalb des Abspanns singt, geht auch der französische Originaltitel des Films zurück. Weitere im Film zu hörende Chansons sind:
- Una lacrima sul viso von Bobby Solo
- Quizás, quizás, quizás in der französischen Version Qui sait, qui sait, qui sait von Les Sœurs Étienne
- Mourir d’aimer in der spanischen Version Morir de amor von Charles Aznavour und Compay Segundo
- Cendrillon von Téléphone, im Film gesungen von Alain Chanone
- Les Paradis perdus von Christophe

Bis auf Salma ya salama und Señorita wurden alle von Depardieu gesungenen Chansons im Jahr 2006 von Remark Records als „Original Soundtrack“ des Films (OST) auf CD veröffentlicht. Die CD enthält zudem die Lieder Les Paradis perdus und Qui sait, qui sait, qui sait neben Auszügen aus den französischen Dialogen und einer Suite von Alexandre Desplats Filmmusik.

## Rezeption

### Veröffentlichung
Die Premiere von Chanson d’Amour fand am 26. Mai 2006 im Rahmen der 59. Internationalen Filmfestspiele von Cannes statt, wo der Film vom Publikum sehr positiv aufgenommen wurde. Am 13. September 2006 kam er in die französischen Kinos, wo ihn rund 944.000 Zuschauer sahen. Der belgische Kinostart folgte am 20. September 2006. Das weltweite Einspielergebnis an den Kinokassen belief sich auf über neun Millionen Dollar. In Deutschland lief der Film am 18. Januar 2007 in den Kinos an. Im November desselben Jahres erschien er auf DVD. Am 11. Januar 2009 wurde Chanson d’Amour von der ARD erstmals im deutschen Fernsehen ausgestrahlt.

### Kritiken
Regisseur Xavier Giannoli habe mit Chanson d’Amour „ein dezidiert uncooles Milieu abseits medialer Wahrnehmung […] ohne Herablassung, aber auch ohne Nostalgie nachinszeniert“, befand epd Film. Neben Eine Schwalbe macht den Sommer, Wenn die Flut kommt und Die Perlenstickerinnen zähle Chanson d’Amour zu der Kategorie von „erfolgreichen Provinzfilmen, die mit poetischer Diskretion für die Geld gebende Region werben“. In Giannolis Film seien es „die erloschenen Vulkane der Auvergne und das herb-schöne Gebirge“, die diesbezüglich „als perfektes Sinnbild für Gefühlslandschaften“ zum Einsatz gekommen seien. Es seien jedoch die vorgetragenen Lieder – „weder Schunkel-Schlager noch intellektuelles Chanson, sondern tanzbare Lieder über Liebe und Leben“ –, denen der Film vornehmlich Tribut zolle. Diese hätten ihre „Schnulzigkeit“ durch „Melancholie und Selbstironie“ wieder wettgemacht und „feinste Herzschmerz-Nuancen“ präzise zum Ausdruck gebracht. Hauptdarsteller Gérard Depardieu sei in seiner Rolle „als stämmiger Minnesänger so charismatisch wie selten“. Das Scharfsinnigste am Film sei jedoch sein Ende, das offen bleibe.
„Überzeugend gespielte, inszenatorisch eher konventionelle Liebeskomödie mit viel Gesang“, urteilte das Lexikon des internationalen Films. Der Film habe auf „vordergründigen Kitsch“ verzichtet und profiliere sich stets dann, „wenn [er] auf sanfte Weise ein Verlustgefühl artikuliert“. Für die Filmzeitschrift Cinema entpuppte sich Chanson d’Amour als Gérard Depardieus überraschendes „Comeback von der Routine“. Regisseur Xavier Giannoli, der nicht „auf Schönheit, sondern auf Stimmigkeit“ gesetzt habe, hätten „ein uneitler, sensibler Depardieu und die hinreißende Cécile de France“ zur Seite gestanden. Deren „Auf-und-ab-Beziehung“ verglich Cinema mit „rote[m] Wein, dem alle Beteiligten Ruhe und Zeit zum Atmen gelassen haben“ – „[d]amit sich das bittersüße Aroma wunderbar entfalten kann“. Ebenso verhalte es sich mit dem Hauptdarsteller, der sich dabei auch „als passabler Sänger“ bewährt habe. Das Fazit lautete: „Wunderbar melancholisches Kino aus Frankreich mit einem wieder sehenswerten Gérard Depardieu.“
Auch die Süddeutsche Zeitung pries den Auftritt von Depardieu – „so zauberhaft und mitreißend wie in dieser Rolle ist er lange nicht gewesen“. Auch sei ein Film wie Chanson d’Amour im Kino selten geworden: Ein Film so „durch und durch emotional“, dabei „ganz und gar konzentriert auf seine kleine Geschichte“ und „so richtig“ zum Wohlfühlen. Die Art und Weise, wie Giannoli die Geschichte eines Mannes erzähle, der in die Jahre gekommen sei und einsehen müsse, nicht genug aus seinem Leben gemacht zu haben, und wie er der Handlung dabei „noch mal einen neuen, leichteren Schwung“ verpasse, sei „meisterlich“.
Le Figaro bezeichnete den Film als „kleines Wunder der Anmut und Sorgfältigkeit“. Wie viele Chansons erzähle er eine einfache Geschichte und berühre dennoch das Herz. Zu sehen sei „ein inspirierter, lebhafter, feinfühliger, empfindlicher, wunderlicher, zarter Depardieu, der Mauern und Moden zu Fall bringt und Konventionen hinwegfegt“. Es handle sich um „eine bewegende Geschichte zärtlicher Liebe“, aber auch oder möglicherweise in erster Linie um „ein schönes Porträt eines Schlagersängers in seiner provinziellen Welt“. Für Le Parisien war Giannolis Film einer jener „Filme voller einfacher Menschlichkeit, die sich durch jede Pore der Haut direkt zum Herzen schlängeln“. Nicht umsonst hätten Gérard Depardieu und Cécile de France hier glänzen können. Le Monde fand Depardieu schlicht „perfekt als beliebten Schnulzensänger in diesem nostalgischen und süßen Film“.
Auch Derek Elley von Variety lobte Depardieus Vorstellung als alternder Sänger, der sich in eine misstrauische junge Frau verliebe. „[D]er korpulente Schauspieler ist nach Jahren wieder in Bestform“, so Elley, und habe vor der Kamera „eine bemerkenswerte Chemie“ mit Cécile de France. Der Regisseur und seine Darsteller hätten mit offensichtlicher Zuneigung für ihre Figuren vollen Einsatz gezeigt, sodass „zu erwartende Klischees“ nie zum Vorschein gekommen seien. Überhaupt treffe der Film in allen emotionalen Momenten die richtige Tonlage. Im weiteren Verlauf des Films zeichne Giannolis Drehbuch „ein wunderschön nuanciertes Porträt zweier Personen, die nach etwas greifen, das sie nicht vollständig verstehen“. Sowohl Depardieu als auch die seinerzeit 30-jährige de France, „die normalerweise in frecheren Rollen zu sehen ist“, hätten sich hier von einer neuen Seite gezeigt und seien dabei auch von den Nebendarstellern Mathieu Amalric und Christine Citti „gekonnt unterstützt“ worden. Die emotionale Verbindung zwischen allen Charakteren sei „eine der Freuden des Films“. Die Filmmusik von Alexandre Desplat beschwöre zudem „eine spirituelle Dimension zwischen den Chansons“ herauf, „die der einfachen Geschichte weitere Tiefe verleiht“.

### Auszeichnungen
Bei den 59. Internationalen Filmfestspielen von Cannes lief der Film 2006 im Wettbewerb um die Goldene Palme. Ber der Verleihung des César 2007 war er siebenfach nominiert – in den Kategorien Bester Film, Bester Hauptdarsteller (Gérard Depardieu), Beste Hauptdarstellerin (Cécile de France), Beste Nebendarstellerin (Christine Citti), Bestes Originaldrehbuch, Bester Schnitt und Bester Ton (François Musy und Gabriel Hafner). In der Kategorie Bester Ton wurde der Film mit dem César ausgezeichnet.
Gérard Depardieu wurde 2007 in der Kategorie Bester Darsteller mit dem Prix Lumière geehrt, während Cécile de France in der Kategorie Beste Hauptdarstellerin den Étoile d’Or für ihre Leistungen in Chanson d’Amour und Keine Lüge ohne dich erhielt. Bei der Vergabe des Globe de Cristal im Jahr 2007 war Chanson d’Amour in den Kategorien Bester Film und Bester Darsteller (Depardieu) nominiert.

## Deutsche Fassung
Die deutsche Synchronfassung entstand bei der Mina Kindl Synchron in München. Für Dialogbuch und -regie war Mina Kindl verantwortlich.
| Rolle        | Darsteller       | Synchronsprecher |
| ------------ | ---------------- | ---------------- |
| Alain Moreau | Gérard Depardieu | Martin Umbach    |
| Marion       | Cécile de France | Claudia Lössl    |
| Bruno        | Mathieu Amalric  | Philipp Moog     |
| Michèle      | Christine Citti  | Carin C. Tietze  |